# 미터스
미터스(The Meters)는 후에 펑키 미터스(The Funky Meters)로 불리며, 1965년 뉴올리언스에서 지기 모델리스트 (드럼), 조지 포터 주니어 (베이스), 레오 노센텔리 (기타), 그리고 아트 네빌 (키보드)에 의해 결성된 미국의 펑크 밴드이다. 이 밴드는 1960년대 후반부터 1977년까지 자신들의 음악을 연주하고 녹음했으며, 리 도시, 로버트 파머, 닥터 존, 앨런 투세인트 등 다른 아티스트들의 세션 음악가로서 영향력 있는 역할을 했다. 그들의 원곡 〈Cissy Strut〉과 〈Look-Ka Py Py〉는 펑크 클래식으로 여겨진다.
그들은 주류에서 큰 성공을 거두지는 못했지만, 제임스 브라운과 같은 아티스트들과 함께 펑크의 창시자로 여겨지며, 그들의 작업은 동시대와 현대 음악가들 모두에게 많은 영향을 미치고 있다. 그들의 사운드는 타이트한 멜로디 그루브와 고충전 기타와 키보드 리프 아래에서 뉴올리언스 "세컨드 라인" 리듬의 조합으로 정의된다. 이 밴드는 로큰롤 명예의 전당 헌액 후보에 네 번 올랐으며, 가장 최근에는 2017년에 지명되었다. 2018년에는 그래미 평생 공로상을 수상했다.

## 음반 목록
스튜디오 음반
- The Meters  (1969년)
- Look-Ka Py Py (1969년)
- Struttin' (1970년)
- Cabbage Alley (1972년)
- Rejuvenation (1974년)
- Fire on the Bayou  (1975년)
- Trick Bag (1976년)
- New Directions (1977년)